# タイガーヘリ
『タイガーヘリ』（TIGER-HELI）は、1985年に稼働されたアーケード用縦スクロールシューティングゲーム。販売はタイトー、製作は東亜プラン。
東亜プランとしては初のシューティングゲーム（以下STG）である。
1986年にはファミリーコンピュータに移植された他、アーケード版はPlayStation用ソフト『東亜プラン シューティングバトル1』（1996年）に収録された。

## ゲーム内容

### システム
射程のあるメインショットと、一定範囲に爆発を起こして、敵を一網打尽にすると同時に弾を相殺する爆弾の二種類の武器を装備したヘリを操作し、敵戦車や船舶、砲台などを破壊しながら進んでいく。
全4面。2周目以降からは1面がカットされる。
- 特殊武器である爆弾は2個まで装備できる。ステージ開始時には2発とも装備された状態で始まる。自機左右の爆弾部分に被弾すると自動的に爆発するが、爆弾以外の自機部分に被弾したときはフォローがなく、ミスになってしまう。
- パワーアップとして小型ヘリの装備がある。時折地上に現れる十字マークのパネルを破壊することによって、画面上から小型ヘリが現れ、それに接触することで自機の左右どちらかにそのヘリが配備される。小型ヘリは左右に一機ずつ、最大二機装備可能。
- パネルは、色が白、赤、緑の順でゆっくりと点滅していて、破壊したときの色で出現する小型ヘリの種類が変わる。白いヘリは自機と同じく前方、赤いヘリは自機の真横左右への攻撃（自機メインショットとほぼ同じ射程）が可能である。緑で破壊した場合は爆弾の補給アイテムが出現する。小型ヘリは被弾すると撃墜され消えてしまう。
- 一定距離を進むと着陸場に到達しステージ終了となる。この際に残っているボムと小型ヘリの数に応じてボーナスが加算される。ボムが補給され、ヘリは次のステージへ持ち越される。
- 戻り復活制であり、復活ポイントは1～2画面ごとにある。場合によっては、ミスした地点より少し先に進んで復活することもある。コンティニューはない。

敵は基本的に陸上の戦車と砲台、水上のボート、滑走路の戦闘機以外登場しないが、2面中盤（1台）や3面中盤（2台同時）などにおいて、大型で耐久力があり多量の弾を撃ってくる強力な戦車が出現する。また、特定の建物への攻撃、隠しキャラクターの破壊などによるボーナス得点が各所に用意されている。

### その他
難易度は高い部類に入る。自機の遅さと当たり判定の大きさ、メインショットの射程の短さ、厳しい敵配置に敵の砲撃の射程制限がないことなどが理由である。
自機は移動速度がとても遅く当たり判定が大きい（自機のスピードは設定で低速と高速を切り替え可能だが、高速でもあまり速いとは言えず、低速の場合は非常に遅くなる）。戦車に近いときに攻撃されると、ほとんど回避する術がない。それでいて後方から大量に戦車が登場するような場面も多く、砲台に密着しても弾を発射されるため、弾を封じ込める封印というテクニックも使えない。
一方で、本作の戦車は弾を発射した後の硬直時間が長い上、回転速度が遅いため、タイミングさえ計れば隙をついて攻撃するのは難しくない。また、敵の配置や出現する場所を記憶し、見てからの行動でなく、先に対処してゆく形にしていけば難易度は大きく下がるため、パターンゲームとしての側面も持つ。敵戦車の砲塔が自機を向くまでは攻撃されることはない。戦車の砲塔は砲撃後しばらく硬直し、そののち自機を狙うように回転を開始する。この要素は本作から取り入れられ、後のシューティングゲームにも一部使われた。

## 移植版
| No. | タイトル                                | 発売日                               | 対応機種                                                    | 開発元         | 発売元                                   | メディア                                                    | 型式              | 売上本数 | 備考                                                          |
| --- | --------------------------------------- | ------------------------------------ | ----------------------------------------------------------- | -------------- | ---------------------------------------- | ----------------------------------------------------------- | ----------------- | -------- | ------------------------------------------------------------- |
| 1   | タイガーヘリ                            | 1986年12月5日 1987年9月 1990年1月7日 | ファミリーコンピュータ                                      | マイクロニクス | ポニー アクレイム                        | 512キロビットロムカセット                                   | PNF-TH NES-TI-USA | -        |                                                               |
| 2   | 東亜プラン シューティングバトル1        | 1996年8月30日                        | PlayStation                                                 | ガゼル         | バンプレスト                             | CD-ROM                                                      | SLPS-00436        | -        | アーケード版の移植                                            |
| 3   | 究極タイガーヘリ                        | 2021年10月28日 2024年5月16日         | PlayStation 4 Nintendo Switch                               | エムツー       | エムツー                                 | BD-ROM（PS4） ゲームカード（Switch） ダウンロード（両機種） |                   | -        | アーケード版及びファミコンとNES版の移植                       |
| 4   | Tiger-Heli                              | INT 2024年2月1日                     | Windows                                                     | Bitwave Games  | Bitwave Games                            | ダウンロード （Steam、GOG.com）                             | 2022970           | -        | アーケード版の移植                                            |
| 5   | Amusement Arcade TOAPLAN                | INT 2024年11月16日                   | iOS Android                                                 | TATSUJIN       | TATSUJIN                                 | ダウンロード （App Store、Google Play）                     | -                 | -        | アーケード版の移植 東亜プラン制作のゲーム25本をカップリング。 |
| 6   | Tiger-Heli                              | 2025年7月                            | Atari 7800                                                  | -              | Atari Interactive Plaion                 | ロムカセット                                                | -                 | -        | -                                                             |
| 7   | 東亜プラン アーケードコレクション VOL 1 | INT 2025年8月28日                    | Nintendo Switch PlayStation 4 PlayStation 5 Xbox Series X/S | Bitwave Games  | シティコネクション INT Clear River Games | ダウンロード                                                | -                 | -        | アーケード版の移植                                            |

1986年にファミリーコンピュータ版がポニー（後のポニーキャニオン）より発売。
1996年にプレイステーションの『東亜プランシューティングバトル1』にも収録されている（『究極タイガー』とその海外版である『TWIN COBRA』とのカップリング）。
2021年10月28日に、PlayStation 4とNintendo Switchの『究極タイガーヘリ』が発売。この中に本作品のアーケード版とファミコン版、更には各々の海外版までも収録されている。ダウンロード版は、AC版収録の通常版とファミコン版収録のCS版が別々で販売されているが、CS版だけダウンロードしてもプレイすることは出来ない。
2025年7月にAtari 7800版がAtari Interactiveより海外で発売。株式会社TATSUJINからの公式ライセンス商品です。

## 評価
ファミリーコンピュータ版
ゲーム誌『ファミリーコンピュータMagazine』の読者投票による「ゲーム通信簿」での評価は以下の通りとなっており、15.55点（満30点）となっている。
| 項目 | キャラクタ | 音楽 | 操作性 | 熱中度 | お買得度 | オリジナリティ | 総合  |
| 得点 | 2.74       | 2.59 | 2.75   | 2.68   | 2.39     | 2.40           | 15.55 |